# Атланта (Канзас)
Атланта (англ. Atlanta) — місто (англ. city) в США, в окрузі Ковлі штату Канзас. Населення — 168 осіб (2020).

## Географія
Атланта розташована за координатами 37°26′9″ пн. ш. 96°46′2″ зх. д. / 37.43583° пн. ш. 96.76722° зх. д. (37.435712, -96.767287).  За даними Бюро перепису населення США в 2010 році місто мало площу 1,30 км², уся площа — суходіл.

## Демографія
Згідно з переписом 2010 року, у місті мешкало 195 осіб у 75 домогосподарствах у складі 56 родин. Густота населення становила 150 осіб/км².  Було 107 помешкань (82/км²).
Расовий склад населення:
| - 83,1 % — білих - 4,1 % — корінних американців - 4,6 % — осіб інших рас |

До двох чи більше рас належало 8,2 %. Частка іспаномовних становила 13,3 % від усіх жителів.
За віковим діапазоном населення розподілялося таким чином: 27,7 % — особи молодші 18 років, 52,8 % — особи у віці 18—64 років, 19,5 % — особи у віці 65 років та старші. Медіана віку мешканця становила 40,4 року. На 100 осіб жіночої статі у місті припадало 107,4 чоловіків;  на 100 жінок у віці від 18 років та старших — 101,4 чоловіків також старших 18 років.
Середній дохід на одне домашнє господарство  становив 54 522 долари США (медіана — 56 250), а середній дохід на одну сім'ю — 54 802 долари (медіана — 55 694). За межею бідності перебувало 9,8 % осіб, у тому числі 9,8 % дітей у віці до 18 років та 8,3 % осіб у віці 65 років та старших.
Цивільне працевлаштоване населення становило 90 осіб. Основні галузі зайнятості: будівництво — 18,9 %, транспорт — 12,2 %, освіта, охорона здоров'я та соціальна допомога — 12,2 %.